# Під сузір'ям Близнюків
«Під сузір'ям Близнюків» (рос. «Под созвездием близнецов», англ. «Under the Constellation of the Twins») — український радянський художній фільм 1979 року кінорежисера Бориса Івченка. Фільм знятий за мотивами повісті Ігоря Росоховатського «Гість» (1978). Консультантом фільму був двічі Герой Радянського Союзу, льотчик-космонавт Георгій Гречко.

## Сюжет
Уночі двоє міліціонерів зауважують дивну постать у вікні одного НДІ, але нікого стороннього не знаходять. Невдовзі стається незвичайна аварія, водій вантажівки наїжджає на чоловіка, що раптово виник на дорозі. Судячи зі слідів, вантажівка втаранилася в чоловіка, не заподіявши йому шкоди. Наступного дня хтось випускає тварин з зоопарку на вулиці, хоча всі замки на вольєрах цілі. Крім того всі книги в міському книгосховищі виявляються переплутані.
Під час наради правоохоронців надходить повідомлення про зникнення дослідного зразка з інституту еволюційного моделювання. Полковник міліції Семен Тарнов вважає, що всі ці події пов'язані. Йому й доручають розслідувати хто за цим стоїть.
Семен вирушає в НДІ, де референт Тетяна розповідає про викрадення зразка, проте відмовляється сказати що саме зникло. Відповідь неохоче дає академік Олександр Яворовський — в НДІ розробляли штучну живу матерію. Проєкт був міжнародним, але кожен залучений дослідник займався окремим його аспектом. Семен дізнається ще деталей — уночі хтось перехопив контроль над лабораторними роботами та викрав ампули з бактеріями.
Олександр має версію що сталося, проте довго не зізнається, бо вважає цю версію надто неймовірною. Коли деталь зниклого робота виявляють на невідомому літальному апараті, що намагався проникнути на космодром, Олександр вирушає туди. Збитий апарат складений дуже дивно, ніби конструктор не розумів як з'єднуються деталі. Робот, перетворений на керівний вузол, не дає чітких відповідей хто віддавав йому накази. Коли Олександр задає навідні питання, хтось дистанційно спалює робота.
Біля моря з'являється невідомий чоловік, який зустрічає жінку Марію з її хворою на лейкоз дочкою. Марія працює над ліками від лейкозу, незнайомець швидко називає формулу ліків і вона виявляється дієвою. Марія знайомить його зі своїм колегою. За його допомоги незнайомець зустрічає хворого сейсмолога, якого обіцяє вилікувати «потоками ліо», які він відкрив. Незнайомець захоплює керування дослідним обладнанням і зачиняє за собою двері. Про це дізнається Семен і вирушає в лікарню.
Сейсмолог видужує, а незнайомець зникає. Вдається скласти фоторобот підозрюваного та зібрати відбитки пальців. Семен визначає, що це та сама особа, котра була в НДІ. Незабаром підозрюваного знаходять, але він засліплює міліціонерів спалахом. Олександр запевняє, що ця особа не завдасть шкоди, але не хоче розповідати хто це.
Незнайомець надсилає урядам кількох держав повідомлення, в якому попереджає про два землетруси, що стануться невдовзі. Він називає точні координати й час. Олександр зізнається, що незнайомець — це сигом (синтетичний homo), штучний мозок, створений для досліджень космосу. Сигом зумів захопити контроль над роботами, виростив собі людиноподібне тіло та втік, щоб виконати своє завдання. Отож, його мета — вирушити до сузір'я Близнюків, куди його планували послати.
Олександр зустрічається з сигомом, який розповідає, що хотів накопичити якомога більше знань. Але сповна зрозуміти всесвіт можна, тільки поглянувши на нього ззовні.
Під час титрів звучать команди про запуск сигома в космос.

## Актори
- Всеволод Гаврилов — академік Олександр Яворський
- Геннадій Шкуратов — сигом
- Борис Бєлов — покловник міліції Семен Тарнов
- Гульбустан Ташбаєва — лікар Марія
- Олександр Павлов — командир літака
- Іван Миколайчук — член екіпажу літака
- Ярослав Гаврилюк — охоронець НДІ
- Земфіра Цахілова — референт Тетяна
- В'ячеслав Жолобов — спеціаліст з робототехніки

## Знімальна група
- Режисер-постановник: Борис Івченко
- Сценаристи: Іван Миколайчук, Ігор Росоховатський
- Оператор-постановник: Сергій Стасенко
- Художник-постановник: Микола Рєзник
- Звукооператор: Юрій Горецький
- Режисер: Т. Воробйова
- Оператори: М. Бердичевський, І. Джеломанов
- Костюми: Л. Леонідової
- Грим: Тетяна Маляревич
- Декорації до фільму: Євген Пітенін
- Монтаж: Тамара Сердюк
- Редактор: Катерина Шандибіна
- Асистенти оператора: Ігор Чепусов, Андрій Бандровський
- Художник-декоратор: Євген Пітенін
- Майстер світлотехніки: А. Красний
- Комбіновані зйомки:
  - оператор: Тетяна Чернишова
  - художник: Володимир Дубровський
- Директор картини: Тетяна Кульчицька